# 아즈마 유타카
아즈마 유타카(일본어: 東 泰, 1967년 9월 21일 ~ )는 일본의 전 축구 선수, 감독이다.

## 구단 경력
1986년부터 1992년까지 일본 사커 리그의 도요타 자동차에서 뛰었다.

## 지도자 경력
은퇴 후에는 1995년 오츠카 제약(도쿠시마 보르티스)의 코치으로 취임하였다. 2006년 9월 성적 부진으로 물러난 다나카 신지 감독을 대신해, 감독으로 취임한다.